# Đỗ Đức Cường
Tiến sĩ Đỗ Đức Cường là một chuyên viên cao cấp ngành Ngân hàng ở Hoa Kỳ,. Ông cũng là Đại sứ thiện chí của Liên Hợp Quốc và là cố vấn cao cấp ngành Ngân hàng tại Việt Nam. Ông là người Việt được biết đến là  "cha đẻ của máy ATM". Nhưng ông đã phát triển nó ở mỹ và được công bố cũng như được thế giới biết đến là 1 phương tiện rút tiền rất tiện lợi.

## Sự nghiệp
Tiến sĩ Đỗ Đức Cường sinh năm 1945 tại Đức Phổ, Quảng Ngãi, Nam Việt Nam. Ông có khả năng viết một lúc hai tay bằng hai thứ tiếng Anh và Pháp.
Ông theo học tại trường Đại học Y khoa Sài Gòn. Năm 1963, ông chuyển sang học ngành Kỹ thuật cơ khí tại Trung tâm Quốc gia Kỹ thuật Phú Thọ (sau này là Đại học Phú Thọ thuộc Viện Đại học Bách khoa Thủ Đức) .
Năm 1963, trong kỳ kiểm tra của một phái đoàn của Nhật nghiên cứu về trí thông minh người Việt Nam, ông được cấp học bổng sang Nhật học tại Đại học Osaka. Tại đây, ông vừa đi học vừa làm thêm tại công ty Toshiba.
Đỗ Đức Cường phục vụ trong Quân lực Việt Nam Cộng hòa (QLVNCH) từ năm 1967 - 1975. Sau năm 1975 ông vượt biên và định cư tại Hoa Kỳ.
Tháng 6 năm 2003, Ông Đỗ Đức Cường trở về Việt Nam (sau 40 năm ở nước ngoài) để tham gia phiên họp đầu tiên về WTO ở Việt Nam, và trợ giúp cho SEA Games 22 và giúp WB làm bản báo cáo về viễn cảnh cuộc sống tại Việt Nam.
Sau khi về Việt Nam, ông đảm nhiệm vai trò cố vấn cho rất nhiều doanh nghiệp có tên tuổi lớn của Việt Nam như: Ngân hàng Đông Á, Ngân hàng Sài Gòn Công Thương, Ngân hàng Phát triển nhà ĐBSCL, Taxi Mai Linh, Điện thoại Viettel, May Việt Tiến, Bảo hiểm Bảo Việt...
Nếu Luther George Simjian là người đầu tiên thiết kế và hoàn thành máy rút tiền đầu tiên trên thế giới vào năm 1939 tại NewYork, John Shephrd-Barron là người cho ra đời máy rút tiền điện tử đầu tiên (Anh) vào năm 1967, thì ông Đỗ Đức Cường là người đã hoàn thiện cơ bản cấu trúc cốt lõi và mở rộng hệ thống ATM

## Câu nói
- "Bí quyết để thành công là đừng đi tìm sự thành công! Hãy tiếp nhận cuộc sống một cách tự nhiên, hãy khen ngợi những cái tốt và hãy sửa sai những cái mình không vừa ý.".

- Tôi cảm thấy rằng rất xứng đáng để cho tôi phục vụ suốt mấy năm trường trong Quân Lực Việt Nam Cộng Hòa để bảo vệ cho quê hương tự do của tôi.

- "Đức tính quan trọng là khiêm tốn, và hãy đặt mình vào người khác để sống.".

- "Lúc nào tôi cũng nghĩ rằng khởi đầu của mọi tìm tòi khám phá của mình đều xuất phát từ cuộc sống. Cuộc sống khó khăn quá, cần cải thiện nó tốt hơn. Tôi tìm ra nguyên lý sống của mình là đừng xa xôi mà hãy nhìn, hãy yêu, hãy chăm sóc cuộc sống trước mắt cho thật tốt cái đã. Như thế tự nhiên thành công sẽ đến với mình.".

- "Ngân hàng Việt Nam nói chung có rất nhiều khiếm khuyết: không minh bạch và khó khăn về vốn và nguồn nhân lực.".

- "Điều tôi trăn trở, mong muốn nhất là làm sao Việt Nam có nhiều trí thức trẻ năng nổ, khát khao cống hiến. Điều đó không thể tự nhiên mà có. Tôi muốn thế hệ đi trước mạnh dạn nói với các bạn trẻ rằng: lớp người đi trước đã có những lầm lỗi chứ đừng nói với họ những luận cứ bên ngoài và xin đừng biện hộ cho những sai lầm của mình. Quả đất ngày càng thu nhỏ, mọi người ngày càng gần nhau, chia sẻ nhau, học hỏi nhau nên hãy xoá bỏ hết hận thù. Xin đừng khích động giới trẻ, quản trị họ bằng sự sợ hãi. Các doanh nghiệp cũng thế, hãy nên nghĩ đến phương diện cá nhân của con người thì mới phát triển mạnh doanh nghiệp, đó là cái gốc của sự bền vững".

## Đánh giá
"Câu chuyện về ông Đỗ Đức Cường là câu chuyện về một con người chân chất, mộc mạc, gần gũi như chính mong muốn của ông: "Để cô bán cà phê, anh lái xe ôm cũng có thể giao dịch với ngân hàng".
"Tiến sĩ Cường không chỉ là nhà chuyên môn mà là nhà chiến lược với tư duy làm việc rất đặc biệt. Trên hết, ông ấy làm việc vì cái tâm với trách nhiệm lớn mà không hề tư lợi, chúng tôi cảm nhận và hiểu được tấm lòng muốn cống hiến, đóng góp cho quê hương của mình"_Trần Phương Bình, Tổng giám đốc Ngân hàng Đông Á.
"Từ bỏ mức lương cả triệu USD một năm, chấp nhận mất hết cổ phiếu chưa đáo hạn, ông rời Mỹ về Việt Nam để chăm sóc mẹ."_Chương trình Người Đương Thời - Ban thanh thiếu niên (VTV6) - Đài Truyền hình Việt Nam..
"Tiến sĩ Đỗ Đức Cường là người thầy lớn trong nhiều lĩnh vực. Được làm việc với tiến sĩ Cường là một sự may mắn không phải bao giờ cũng gặp được... Ông giúp cho các doanh nghiệp Việt Nam "nối vòng tay lớn", liên kết nhau để cùng phát triển...Dù không bao giờ nói ra nhưng tấm lòng của tiến sĩ Cường dành cho quê hương Việt Nam làm chúng tôi hết sức cảm kích"_ Ông Hồ Huy, Tổng giám đốc công ty cổ phần Mai Linh.
"Tiến sĩ Đỗ Đức Cường đã đóng góp 38 phát minh của riêng ông. Trong đó có sáng kiến sửa đổi kiểu dáng bên ngoài hệ thống ATM được cấp phép năm 1997 mang số hiệu D386883."_Báo Pháp Luật và Xã Hội.

## Khen thưởng
- Năm 2006, Giải thưởng "Vinh danh nước Việt" do chuyên san Người Viễn Xứ báo điện tử VietNamNet tổ chức dành cho những Việt kiều có nhiều đóng góp cho đất nước[6].